# Viktorija Kobzar'
Viktorija Andreevna Kobzar' (in russo Виктория Андреевна Кобзарь?; Surgut, 16 ottobre 2004) è una pallavolista russa, palleggiatrice della Megavolley.

## Biografia
Proviene da una famiglia molto legata alla pallavolo: figlia dell'ex pallavolista Andrej Kobzar', sua madre Alla è stata la sua prima allenatrice e anche suo fratello maggiore Igor' è un pallavolista professionista.

## Carriera

### Club
La carriera di Viktorija Kobzar' inizia con la seconda squadra del Severjanka, disputando due annate in Vysšaja Liga A e una in Vysšaja Liga B. Nella stagione 2022-23 viene ingaggiata dalle francesi del Volero Le Cannet, in Ligue A, aggiudicandosi lo scudetto; inizia anche la stagione seguente con il club provenzano, vincendo la Supercoppa francese, ma nel dicembre 2023 si trasferisce alla Megavolley, nella Serie A1 italiana, per il resto dell'annata.

### Nazionale
Fa parte della nazionale russa under 16 che vince la medaglia di bronzo al campionato europeo 2019 e di quella under 17 che si aggiudica l'oro al campionato europeo 2020. Nel 2021 gioca sia per la selezione under 20, con cui vince il bronzo al campionato mondiale, che per quella under 18, con cui conquista l'oro al campionato mondiale e riceve il premio come miglior palleggiatrice. 

## Palmarès

### Club
- Campionato francese: 1

2022-23
- Supercoppa francese: 1

2023

### Nazionale (competizioni minori)
- Campionato europeo under 16 2019
- Campionato europeo under 17 2020
- Campionato mondiale under 20 2021
- Campionato mondiale under 18 2021

### Premi individuali
- 2018 - Campionato mondiale under 18: Miglior palleggiatrice